# Molières 2018
La 30e cérémonie des Molières se déroule le 28 mai 2018, à Paris, en France.

## Présentation
La 30e cérémonie des Molières a lieu le 28 mai 2018, salle salle Pleyel, à Paris, en France. Elle est retransmise sur France 2 et présentée par Zabou Breitman,,.
Blanche Gardin a la particularité de recevoir le Molière de l'humour alors qu'elle décerne elle-même ce Molière lors de cette édition.

## Palmarès

### Molière du comédien dans un spectacle de théâtre public
- Jacques Gamblin dans 1 heure 23’14” et 7 centièmes de Jacques Gamblin et Bastien Lefèvre, mise en scène Jacques Gamblin[2]
  - Philippe Caubère dans Adieu Ferdinand ! de Philippe Caubère, mise en scène Philippe Caubère
  - Benjamin Lavernhe dans Les Fourberies de Scapin de Molière, mise en scène Denis Podalydès
  - Philippe Torreton dans Bluebird de Simon Stephens, mise en scène Claire Devers

### Molière du comédien dans un spectacle de théâtre privé
- Jean-Pierre Darroussin dans « Art » de Yasmina Reza, mise en scène Patrice Kerbrat[2]
  - Yvan Attal dans Le Fils de Florian Zeller, mise en scène Ladislas Chollat
  - Grégori Baquet dans Adieu monsieur Haffmann de Jean-Philippe Daguerre, mise en scène Jean-Philippe Daguerre[2]
  - Vincent Dedienne dans Le Jeu de l’amour et du hasard de Marivaux, mise en scène Catherine Hiegel

### Molière de la comédienne dans un spectacle de théâtre public
- Marina Hands dans Actrice de Pascal Rambert, mise en scène Pascal Rambert[2]
  - Christiane Cohendy dans Tableau d’une exécution de Howard Barker, mise en scène Claudia Stavisky
  - Catherine Hiegel dans La Nostalgie des blattes de Pierre Notte, mise en scène Pierre Notte
  - Anne Kessler dans L'Hôtel du libre échange de Georges Feydeau et Maurice Desvallières, mise en scène Isabelle Nanty

### Molière de la comédienne dans un spectacle de théâtre privé
- Laure Calamy dans Le Jeu de l’amour et du hasard de Marivaux, mise en scène Catherine Hiegel[2]
  - Isabelle Carré dans Baby de Jane Anderson, adaptation Camille Japy, mise en scène Hélène Vincent
  - Anne Charrier dans En attendant Bojangles d’Olivier Bourdeaut, adaptation Victoire Berger-Perrin, mise en scène Victoire Berger-Perrin
  - Mélanie Doutey dans Douce Amère de Jean Poiret, mise en scène Michel Fau

### Molière du comédien dans un second rôle
- Franck Desmedt dans Adieu monsieur Haffmann de Jean-Philippe Daguerre, mise en scène Jean-Philippe Daguerre
  - Jean-Paul Comart dans Michel Ange et les Fesses de Dieu de Jean-Philippe Noël, mise en scène Jean-Paul Bordes
  - Vincent Deniard dans Baby de Jane Anderson, adaptation Camille Japy, mise en scène Hélène Vincent
  - Didier Sandre dans Les Fourberies de Scapin, de Molière, mise en scène Denis Podalydès
  - François Siener dans Michel Ange et les Fesses de Dieu de Jean-Philippe Noël, mise en scène Jean-Paul Bordes
  - Bruno Solo dans Baby de Jane Anderson, adaptation Camille Japy, mise en scène Hélène Vincent

### Molière de la comédienne dans un second rôle
- Christine Murillo dans Le Tartuffe de Molière, mise en scène Michel Fau
  - Audrey Bonnet dans Actrice de Pascal Rambert, mise en scène Pascal Rambert
  - Isabelle de Botton dans Clérambard de Marcel Aymé, mise en scène Jean-Philippe Daguerre
  - Françoise Lépine dans Le Lauréat d’après Charles Webb, adaptation Christopher Thompson, mise en scène Stéphane Cottin
  - Élodie Navarre dans Le Fils de Florian Zeller, mise en scène Ladislas Chollat
  - Pamela Ravassard dans La Dame de chez Maxim de Georges Feydeau, adaptation Johanna Boyé et Paméla Ravassard, mise en scène Johanna Boyé

### Molière de la révélation masculine
- Rod Paradot dans Le Fils de Florian Zeller, mise en scène Ladislas Chollat
  - Arnaud Denis dans Jean Moulin, évangile de Jean-Marie Besset, mise en scène Régis de Martrin-Donos
  - Arthur Fenwick dans Le Lauréat d’après Charles Webb, adaptation Christopher Thompson, mise en scène Stéphane Cottin
  - Antoine Guiraud dans Clérambard de Marcel Aymé, mise en scène Jean-Philippe Daguerre

### Molière de la révélation féminine
- Julie Cavanna dans Adieu monsieur Haffmann de Jean-Philippe Daguerre, mise en scène Jean-Philippe Daguerre
  - Aïda Asgharzadeh dans La Main de Leila de Aïda Asgharzadeh et Kamel Isker, mise en scène Régis Vallée
  - Vanessa Cailhol dans La Dame de chez Maxim de Georges Feydeau, adaptation Johanna Boyé et Paméla Ravassard, mise en scène Johanna Boyé
  - Flore Vannier-Moreau dans Clérambard de Marcel Aymé, mise en scène Jean-Philippe Daguerre

### Molière du théâtre public
- Une Chambre en Inde, création collective du théâtre du Soleil, mise en scène Ariane Mnouchkine[2]
  - Adieu Ferdinand ! de Philippe Caubère, mise en scène Philippe Caubère, La Comédie Nouvelle
  - Les Fourberies de Scapin de Molière, mise en scène Denis Podalydès, Comédie-Française, Salle Richelieu
  - Saigon de Caroline Guiela Nguyen, mise en scène Caroline Guiela Nguyen, Les Hommes approximatifs

### Molière du théâtre privé
- Adieu monsieur Haffmann de Jean-Philippe Daguerre, mise en scène Jean-Philippe Daguerre, Petit Montparnasse 
  - Cendrillon de Joël Pommerat, mise en scène Joël Pommerat, théâtre de la Porte Saint-Martin
  - Le Fils de Florian Zeller, mise en scène Ladislas Chollat, Comédie des Champs-Élysées
  - Le Jeu de l’amour et du hasard de Marivaux, mise en scène Catherine Hiegel, théâtre de la Porte Saint-Martin

### Molière de l'auteur francophone vivant
- Jean-Philippe Daguerre pour Adieu monsieur Haffmann
  - Aïda Asgharzadeh pour La Main de Leila et Les Vibrants
  - Caroline Guiela Nguyen pour Saigon
  - Jean-Philippe Noël pour Michel Ange et Les Fesses de Dieu
  - Pierre Notte pour La Nostalgie des blattes
  - Florian Zeller pour Le Fils

### Molière du metteur en scène d'un spectacle de théâtre public
- Ariane Mnouchkine pour Une Chambre en Inde, création collective du théâtre du Soleil
  - Isabelle Nanty, pour L'Hôtel du libre-échange, de Georges Feydeau et Maurice Desvallières
  - Denis Podalydès, pour Les Fourberies de Scapin, de Molière
  - Cyril Teste, pour Festen, de Thomas Vinterberg et Mogens Rukov.

### Molière du metteur en scène d'un spectacle de théâtre privé
- Joël Pommerat pour Cendrillon, de Joël Pommerat
  - Ladislas Chollat pour Le Fils, de Florian Zeller, et Les Inséparables, de Stéphan Archinard et François Prévôt-Leygonie
  - Jean-Philippe Daguerre pour Adieu monsieur Haffmann, de Jean-Philippe Daguerre
  - Catherine Hiegel pour Le Jeu de l'amour et du hasard, de Marivaux

### Molière de la comédie
- Le Gros Diamant du Prince Ludwig, de Henry Lewis (en), Jonathan Sayer et Henry Shields, adaptation Gwen Aduh et Miren Pradier, mise en scène Gwen Aduh, théâtre du Gymnase[2]
  - C'est encore mieux l’après-midi, de Ray Cooney, mise en scène José Paul, théâtre des Nouveautés
  - Deux mensonges et une vérité, de Sébastien Blanc et Nicolas Poiret, mise en scène Jean-Luc Moreau, théâtre Rive Gauche
  - Ramses II, de Sébastien Thiéry, mise en scène Stéphane Hillel, théâtre des Bouffes-Parisiens

### Molière du spectacle musical
- L'Histoire du soldat de Ramuz et Stravinsky, mise en scène Stéphan Druet, théâtre de Poche Montparnasse [2]
  - La Dame de chez Maxim, de Georges Feydeau, adaptation Johanna Boyé et Pamela Ravassard, mise en scène Johanna Boyé, théâtre de l'Atelier
  - Grease, de Jim Jacobs et Warren Casey, adaptation Nicolas Engel, mise en scène Martin Michel et Véronique Bandelier, théâtre Mogador
  - Priscilla – Folle du désert, de Stephan Elliott et Alan Scott, adaptation Philippe Hersen, mise en scène Philippe Hersen, Casino de Paris

### Molière de l'humour
- Blanche Gardin dans Je parle toute seule, de Blanche Gardin, mise en scène Maïa Sandoz
  - Jérôme Commandeur, dans Tout en douceur, de Jérôme Commandeur, mise en scène Jérôme Commandeur et Xavier Maingon
  - Jamel Debbouze, dans Maintenant ou Jamel, de Jamel Debbouze, mise en scène Mohamed Hamidi
  - Fabrice Éboué, dans Plus rien à perdre, de Fabrice Éboué, mise en scène Thomas Gaudin
  - Manu Payet, dans Emmanuel avec Manu Payet, de Manu Payet, mise en scène Benjamin Guedj

### Molière seul(e) en scène
- Vous n'aurez pas ma haine avec Raphaël Personnaz
  - Françoise par Sagan, avec Caroline Loeb, d’après Françoise Sagan, adaptation Caroline Loeb, mise en scène Alex Lutz, Petit Montparnasse
  - Je parle à un homme qui ne tient pas en place, avec Jacques Gamblin, de Jacques Gamblin et Thomas Coville, mise en scène Jacques Gamblin, Les Productions du Dehors.
  - Le Livre de ma mère, avec Patrick Timsit, d'Albert Cohen, mise en scène Dominique Pitoiset, théâtre de l'Atelier

### Molière du jeune public
- Le Petit Chaperon rouge de Joël Pommerat
  - Le Livre de la jungle, de Ely Grimaldi et Igor de Chaillé, mise en scène Ned Grujic, théâtre des Variétés.
  - Le Malade imaginaire, de Molière, adaptation Jean-Philippe Daguerre, mise en scène Jean-Philippe Daguerre, théâtre Saint-Georges.
  - Les Petites Reines, d’après Clémentine Beauvais, adaptation Justine Heynemann et Rachel Arditi, mise en scène Justine Heynemann, Production Soy Création.

### Molière de la création visuelle
- Cendrillon de Joël Pommerat, mise en scène Joël Pommerat, théâtre de la Porte-Saint-Martin[2]
  - Saigon, de Caroline Guiela Nguyen, mise en scène Caroline Guiela Nguyen, Les Hommes approximatifs. Scénographie : Alice Duchange, costumes : Benjamin Moreau, lumière : Jérémie Papin
  - Le Tartuffe, de Molière, mise en scène Michel Fau, théâtre de la Porte-Saint-Martin. Décors : Emmanuel Charles, costumes : Christian Lacroix, lumière : Joël Fabing
  - Une Chambre en Inde, création collective du théâtre du Soleil, mise en scène Ariane Mnouchkine, théâtre du Soleil. Décors : Ariane Mnouchkine, Benjamin Bottinelli-Hahn, David Buizard, Kaveh Kishipour, Elena Antsiferova et Anne-Lise Galavielle, costumes : Marie-Hélène Bouvet, Nathalie Thomas et Annie Tran, lumière : Virginie Le Coënt, Lila Meynard, Elsa Revol et Geoffroy Adragna

## Audiences
- La cérémonie réunit 1,06 million de téléspectateurs, soit 11,2 % du public[2].